# Carl Adolf Silow
Carl Christian Adolf Silow, född 25 maj 1846 i S:t Petri församling i Malmö, död 28 september 1932 i Falun, var en svensk militär.
Han gjorde karriär inom armén och Älvsborgs regemente. Omkring sekelskiftet hade Silow nått kaptensgrad i reserven och majorsgrad inom armén. Han inlade förtjänster för utvecklande av svensk gymnastik. Han var riddare av Vasaorden, riddare av danska Dannebrogsorden, riddare av första klassen av Svärdsorden och hade officersutmärkelsen PS Bent d'Avis.
Silow gifte sig med Marie-Louise Wästfelt år 1875 och var far till Carl Silow, Set Silow, Sven Silow, Märta Silow och Alvar Silow.